# لس اوکانل
لس اوکانل (انگلیسی: Les O'Connell؛ زادهٔ ۲۳ مهٔ ۱۹۵۸) قایقران روئینگ اهل نیوزیلند بود.
وی در مسابقات کشوری و بین‌المللی در مجموع برندهٔ ۳ مدال طلا شده‌است.